# دوايت ديفيس (كرة سلة)
دوايت ديفيس (بالإنجليزية: Dwight Davis)‏ مواليد 11 أكتوبر 1949 في هيوستن، هو لاعب كرة سلة أمريكي سابق. بدأ مسيرته الاحترافية في سنة 1972. تم اختياره من قبل فريق كليفلاند كافالييرز خلال الدرافت. حمل الرقم 42. يبلغ طوله 6 قدم 8 بوصة (2.0 م). اعتزل اللعب في 1977. أحرز خلال مسيرته في الإن بي إيه 2936 نقطة بمعدل 8.6 نقاط في المباراة الواحدة. لعب مع كليفلاند كافالييرز وغولدن ستايت ووريورز.

## روابط خارجية
- دوايت ديفيس على موقع إن بي أي (الإنجليزية)
- دوايت ديفيس على موقع سبورتس رفرنس (الإنجليزية)
- دوايت ديفيس على موقع كلية كرة السلة في سبورتس رفرنس.كوم (الإنجليزية)
- دوايت ديفيس على موقع ريلجم (الإنجليزية)
- دوايت ديفيس على موقع بروبوليرز (الإنجليزية)